# Кларенс Олдфілд
Кла́ренс Ві́нстон О́лдфілд (англ. Clarence Winston Oldfield; нар. 27 листопада 1899 — пом. 14 грудня 1981)  — південноафриканський легкоатлет, срібний призер Олімпійських ігор в естафеті з бігу 4×400 метрів (1920).

## Біографія
Народився 27 листопада 1899 року в місті Дурбан, провінція Квазулу-Наталь, Південна Африка.
Учасник Олімпійських ігор 1920 року в Антверпені (Бельгія). Брав участь в легкоатлетичних змаганнях: біг на 400 метрів та естафета 4×400 метрів.
23 серпня 1920 року в фінальній естафеті 4×400 метрів разом з Джеком Оостерлааком, Генрі Дафелом і Бевілом Раддом посів друге місце, виборовши срібну олімпійську медаль.
На літніх Олімпійських іграх 1924 року в Парижі (Франція) брав участь у забігах на 400 та 800 метрів, проте в обох дисциплінах вибув на стадії півфіналів.
Помер 14 грудня 1981 року в місті Дурбан, провінція Квазулу-Наталь.